# Too Drunk to Fuck
"Too Drunk to Fuck" é o quarto single do Dead Kennedys. O álbum foi lançado em maio de 1981 pela Cherry Red Records com "The Prey" como lado B. Ambas as músicas deste single estão disponíveis no álbum de raridades Give Me Convenience or Give Me Death (1987).
O single alcançou a posição 36 no UK Singles Chart,  embora não tenha sido estocado em algumas lojas de discos por causa de seu título provocativo. Foi o primeiro single do Top 40 do Reino Unido a incluir a palavra "fuck" em seu título. Foi banido da transmissão da Radio 1 pela BBC. Nas listas de gráficos, geralmente era referido como "Too Drunk To". Quando alcançou o Top 40, o apresentador Tony Blackburn referiu-se a ele simplesmente como "um disco de um grupo que se autodenomina The Dead Kennedys".  Dead Kennedys forneceu um adesivo para algumas lojas de discos que se ofenderam com o título que dizia: "Cuidado: você é vítima de mais um varejista enfadonho com medo de distorcer sua mente revelando o título deste disco, então descasque devagar e ver. . ."
A música apresenta letras satíricas de Jello Biafra que pintam uma imagem incisiva de uma festa ultrajante e idiota, definida como um riff de surf rock / rock de garagem do guitarrista East Bay Ray. "Um riff muito difícil de tocar... muito, muito rápido", observou o comediante Bill Bailey, que fez um cover da música com sua banda punk Beergut 100. "Você não pode jogar mesmo que tenha bebido [apenas] meia cerveja."  A música termina com o som de um homem vomitando.

## Controvérsia de licenciamento
Depois que o resto da banda recebeu os direitos do material do Dead Kennedys, eles licenciaram "Too Drunk to Fuck" para uso no filme Planet Terror de 2007 . Quase imediatamente, Biafra criticou seus ex-companheiros de banda, citando especificamente a música (um cover da Nouvelle Vague) sendo usada em uma cena de estupro no filme, dizendo: "Algumas pessoas farão qualquer coisa por dinheiro."  O resto da banda respondeu da mesma forma, desafiando-o a doar sua parte do dinheiro para caridade. 

## Gráficos
| Gráfico (1981)   | Pico |
| ---------------- | ---- |
| UK Indie Chart   | 1    |
| UK Singles Chart | 36   |